# Хаты
Хаты́ (якут. Хатыы) — село в Нюрбинском районе Республики Саха (Якутия) России. Административный центр и единственный населённый пункт Мегежекского наслега.

## География
Село находится в западной части Якутии, в пределах восточной части Верхневилюйского плато, к северу от реки Марха, на расстоянии примерно 88 км (по прямой) к северо-западу от города Нюрба, административного центра района. Абсолютная высота — 151 м над уровнем моря.
Климат
Климат характеризуется как резко континентальный, с продолжительной морозной зимой и жарким летом. Абсолютный минимум температуры воздуха самого холодного месяца (января) составляет −61 °C; абсолютный максимум самого тёплого месяца (июля) — 40 °C. Среднегодовое количество атмосферных осадков составляет 260—280 мм. Снежный покров держится в течение 210—225 дней в году.
Часовой пояс
Село Хаты находится в часовой зоне МСК+6. Смещение применяемого времени относительно UTC составляет +9:00.

## Население
| 2002 | 2010 | 2012 | 2013 | 2014 | 2015 | 2016 |
| ---- | ---- | ---- | ---- | ---- | ---- | ---- |
| 661  | ↘559 | ↘550 | ↘528 | ↘497 | ↘492 | ↘470 |
| 2017 | 2018 | 2019 | 2020 | 2021 |      |      |
| ↘466 | ↘459 | ↘443 | ↘422 | ↗431 |      |      |

Половой состав
По данным Всероссийской переписи населения 2010 года, в гендерной структуре населения мужчины составляли 49,2 %, женщины — соответственно 50,8 %.
Национальный состав
Согласно результатам переписи 2002 года, в национальной структуре населения якуты составляли 99 % из 661 чел.

## Улицы
| - ул. 50 лет Победы, - ул. Алексеева Е. Е., - ул. Анисимова И. Ф., - ул. Архипова А.А., - ул. Будённого, | - ул. Егорова, - ул. Курдуулаах, - ул. Ленина, - ул. Молодёжная, - ул. Октябрьская, | - ул. Приклубная, - ул. Советская, - ул. Сэргэ, - ул. Тимирязева. |

## Инфраструктура
Действуют средняя общеобразовательная школа, детский сад, фельдшерско-акушерский пункт, культурный центр «Туолбэ», музей и библиотека.